# Popówek (Kanie)
Popówek – część wsi Kanie w Polsce, położona w województwie mazowieckim, w powiecie pruszkowskim, w gminie Brwinów.
Wieś duchowna Popowka położona była w drugiej połowie XVI wieku w powiecie błońskim ziemi warszawskiej województwa mazowieckiego. W latach 1975–1998 Popówek administracyjnie należał do województwa warszawskiego.
W Popówku znajduje się pomnik przyrody – lipa drobnolistna o obwodzie pnia 365 cm.